# 321024 Gijon
321024 Gijon è un asteroide della fascia principale. Scoperto nel 2008, presenta un'orbita caratterizzata da un semiasse maggiore pari a 2,7595376 au e da un'eccentricità di 0,2110014, inclinata di 7,08254° rispetto all'eclittica.
L'asteroide è dedicato alla città spagnola di Gijón.